# La sociedad de la nieve
La sociedad de la nieve is een Spaans-Uruguayaans-Chileense film uit 2023, geregisseerd door Juan Antonio Bayona. De film is gebaseerd op het gelijknamig boek uit 2009 van Pablo Vierci over de Andesvliegramp in 1972. De Britse schrijver Piers Paul Read schreef het eerste boek hierover in 1974, Alive: The Story of the Andes Survivors. Dit werd verfilmd in 1993 onder de titel Alive.

## Verhaal
Een vlucht van de Uruguayaanse Luchtmacht met registratienummer 571 stijgt op 12 oktober 1972 op van de internationale luchthaven van Carrasco. Aan boord zijn 5 bemanningsleden en 40 leden van rugbyclub Old Christians van het Stella Maris College uit Montevideo, onderweg voor een wedstrijd in de Chileense hoofdstad Santiago.  In de mist crashen ze op een naamloze bergpiek in het Andesgebergte. Van de 45 inzittenden sterven 12 direct bij de crash of kort daarna; vijf anderen stierven bij het aanbreken van de volgende morgen en nog een stierf aan haar verwondingen op de achtste dag. De overgebleven 27 personen staan er alleen voor in een zeer afgelegen gebied in de ijskoude bergomgeving. Na 72 dagen konden uiteindelijk 16 overlevenden gered worden. Om te overleven in de ijskoude omgeving moesten ze zelfs het vlees van de overledenen eten om in leven te blijven.

## Rolverdeling
| Acteur                     | Personage                    |
| -------------------------- | ---------------------------- |
| Enzo Vogrincic Roldán      | Numa Turcatti                |
| Matías Recalt              | Roberto Canessa              |
| Agustín Pardella           | Nando Parrado                |
| Tomas Wolf                 | Gustavo Zerbino              |
| Diego Vegezzi              | Marcelo Pérez del Castillo   |
| Francisco Romero           | Daniel Fernández Strauch     |
| Esteban Kukuriczka         | Adolfo "Fito" Strauch        |
| Rafael Federman            | Eduardo Strauch              |
| Felipe González Otaño      | Carlitos Páez                |
| Agustín Della Corte        | Antonio "Tintín" Vizintín    |
| Valentino Alonso           | Alfredo "Pancho" Delgado     |
| Simón Hempe                | José Luis "Coche" Inciarte   |
| Fernando Contigiani García | Arturo Nogueira              |
| Benjamín Segura            | Rafael "el Vasco" Echavarren |
| Rocco Posca                | Ramón "Moncho" Sabella       |
| Luciano Chatton            | Pedro Algorta                |
| Agustín Berruti            | Bobby François               |
| Juan Caruso                | Álvaro Mangino               |
| Andy Pruss                 | Roy Harley                   |
| Santiago Vaca Narvaja      | Daniel Maspons               |
| Esteban Bigliardi          | Javier Methol                |
| Paula Baldini              | Liliana Methol               |
| Federico Aznarez           | Enrique Platero              |
| Alfonsina Carrocio         | Susana Parrado               |
| Silvia Giselle Pereyra     | Eugenia Parrado              |
| Virginia Kaufmann          | Esther Nicola                |
| Felipe Ramusio             | Diego Storm                  |
| Blas Polidori              | Gustavo Nicolich             |
| Emanuel Parga              | Carlos Roque                 |
| Iair Said                  | Julio César Ferradas         |
| Louta                      | Gastón Costemalle            |

## Productie
Bayona ontdekte het boek van Vierci tijdens onderzoek voor zijn film The Impossible uit 2012 en kocht de rechten voor het boek aan het einde van de opnames van The Impossible. De filmmakers namen meer dan 100 uur aan interviews op met alle levende overlevenden. De acteurs hadden contact met de overlevenden en de families van de slachtoffers. De opnames vonden plaats in Sierra Nevada (Spanje), Montevideo (Uruguay) en Chili en Argentinië in de Andes, inclusief de daadwerkelijke crashlocatie. De productie kende 138 draaidagen en het budget bedroeg naar verluidt ruim € 65 miljoen.

## Release en ontvangst
La sociedad de la nieve ging op 9 september 2023 in première als slotfilm van het Filmfestival van Venetië. De film staat gepland om in de bioscoop te worden uitgebracht in Uruguay op 13 december 2023 en in Spanje op 15 december 2023, voordat hij op 4 januari 2024 op Netflix wordt gestreamd.  De film kreeg overwegend positieve kritieken van de filmcritici, met een score van 96% op Rotten Tomatoes, gebaseerd op 23 beoordelingen. De film werd geselecteerd als Spaanse inzending voor de beste niet-Engelstalige film voor de 96ste Oscaruitreiking en werd genomineerd. Op 30 november werd de film dertien maal genomineerd voor de Spaanse Premios Goya en won twaalf prijzen.

## Prijzen en nominaties
De belangrijkste:
| Jaar | Prijs                       | Categorie                    | Genomineerde(n)                                                           | Uitslag     |
| ---- | --------------------------- | ---------------------------- | ------------------------------------------------------------------------- | ----------- |
| 2024 | British Academy Film Awards | Beste niet-Engelstalige film | Beste niet-Engelstalige film                                              | Genomineerd |
| 2024 | Golden Globe                | Beste niet-Engelstalige film | Beste niet-Engelstalige film                                              | Genomineerd |
| 2024 | Critics Choice Awards       | Beste niet-Engelstalige film | Beste niet-Engelstalige film                                              | Genomineerd |
| 2024 | Critics Choice Awards       | Beste filmmuziek             | Michael Giacchino                                                         | Genomineerd |
| 2024 | Premios Goya                | Beste film                   | Beste film                                                                | Gewonnen    |
| 2024 | Premios Goya                | Beste regie                  | J.A. Bayona                                                               | Gewonnen    |
| 2024 | Premios Goya                | Beste bewerkt scenario       | Bernat Vilaplana, J.A. Bayona, Jaime Marques-Olarreaga, Nicolás Casariego | Genomineerd |
| 2024 | Premios Goya                | Beste debuterend acteur      | Matías Recalt                                                             | Gewonnen    |
| 2024 | Premios Goya                | Beste cinematografie         | Pedro Luque                                                               | Gewonnen    |
| 2024 | Premios Goya                | Beste montage                | Andrés Gil, Jaume Martí                                                   | Gewonnen    |
| 2024 | Premios Goya                | Beste muziek                 | Michael Giacchino                                                         | Gewonnen    |
| 2024 | Premios Goya                | Beste geluid                 | Jorge Adrados, Oriol Tarragó, Marc Orts                                   | Gewonnen    |
| 2024 | Premios Goya                | Beste artdirector            | Alain Bainée                                                              | Gewonnen    |
| 2024 | Premios Goya                | Beste productiemanager       | Margarita Huguet                                                          | Gewonnen    |
| 2024 | Premios Goya                | Beste kostuums               | Julio Suárez                                                              | Gewonnen    |
| 2024 | Premios Goya                | Beste grime en haarstijl     | Ana López-Puigcerver, Belén López-Puigcerver, Montse Ribé                 | Gewonnen    |
| 2024 | Premios Goya                | Beste speciale effecten      | Pau Costa, Félix Bergés, Laura Pedro                                      | Gewonnen    |
| 2024 | Satellite Awards            | Beste internationale film    | Beste internationale film                                                 | Genomineerd |
| 2024 | Satellite Awards            | Beste soundtrack             | Michael Giacchino                                                         | Genomineerd |